# بات هودسون
بات هودسون (بالإنجليزية: Pat Hodgson)‏ هو لاعب كرة قدم أمريكية أمريكي، ولد في 30 يناير 1944 في كولومبوس في الولايات المتحدة.

## وصلات خارجية
- بات هودسون على موقع مرجع كرة القدم المحترفة.كوم (الإنجليزية)